# Финацеле-Сілівашулуй
Финацеле-Сілівашулуй (рум. Fânațele Silivașului) — село у повіті Бистриця-Несеуд в Румунії. Входить до складу комуни Сілівашу-де-Кимпіє.
Село розташоване на відстані 298 км на північний захід від Бухареста, 40 км на південний захід від Бистриці, 51 км на схід від Клуж-Напоки.

## Населення
За даними перепису населення 2002 року у селі проживали 108 осіб, усі — румуни. Усі жителі села рідною мовою назвали румунську.